# Madina Teliko

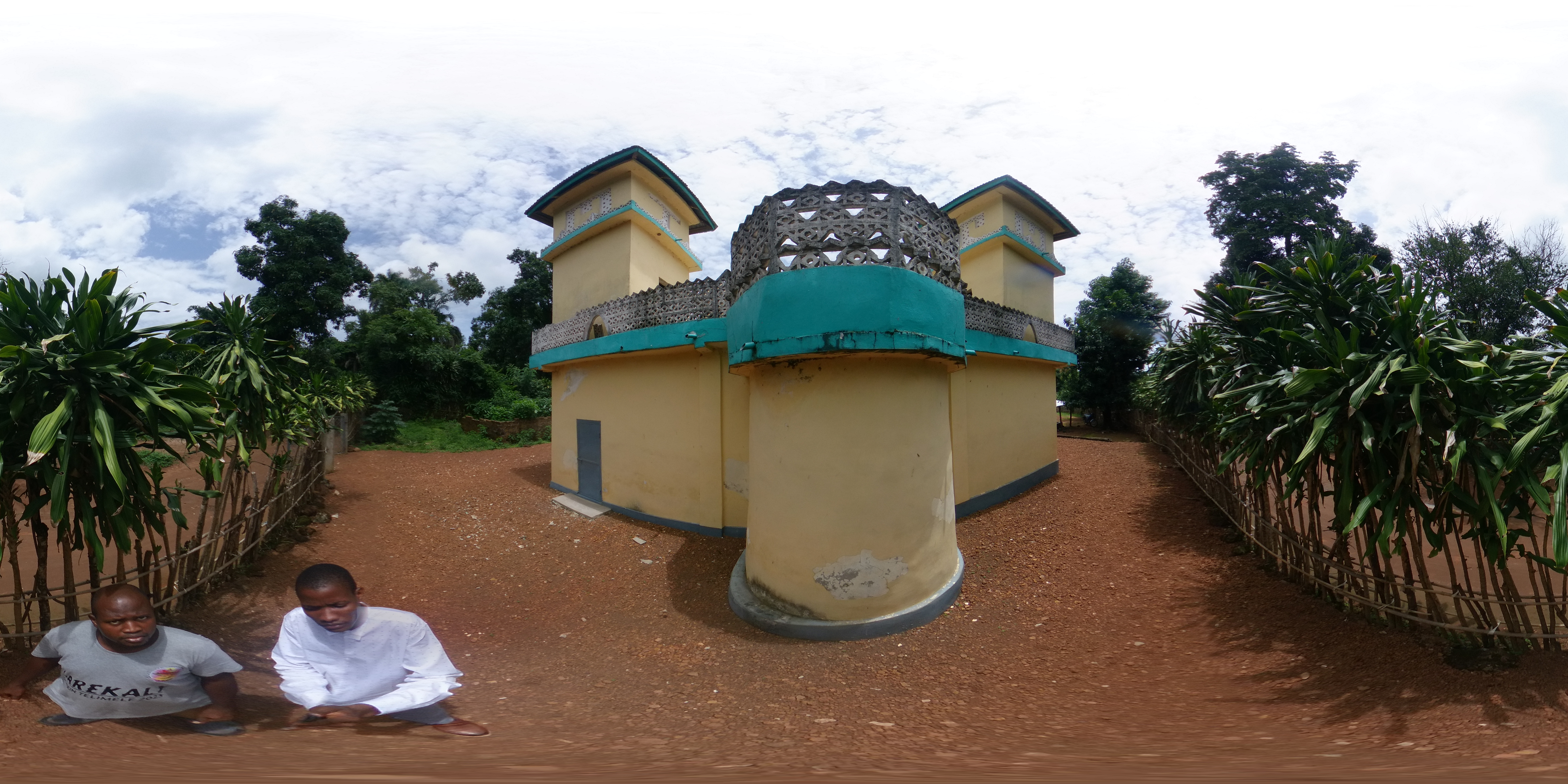

Madina Teliko  est l'un des districts de la sous-préfecture de Sarékaly , situé dans la préfecture de Télimélé en république de Guinée.

## Géographie

### Démographie
- En 2014, le district comptait 2 867 habitants selon les RGPH 2014[1].

## Santé
Le district de  a un postes de santé à Sogoroya.